# Novozymes
Novonesis — датская компания, производитель энзимов и культур микроорганизмов. Штаб-квартира расположена в Багсвере (пригород Копенгагена). Контролирующим акционером является Novo Nordisk Foundation.

## История
Компания Novozymes была создана в 2000 году выделением подразделения промышленных ферментов из фармацевтической группы Novo Nordisk. В 2009 году оборот компании составил 1,6 млрд долларов, она занимала 47 % мирового рынка промышленных ферментов. В 2010 году у Merck KGaA было куплено подразделение по производству инокулянтов. В 2012 году в Небраске была открыта фабрика по производству ферментов для получения гидролизного спирта (биоэтанола). В 2013 году было создано совместное предприятие с Monsanto по производству ферментов для сельского хозяйства. В 2016 году биофармацевтическое подразделение было выделено в компанию Albumedix; в 2022 году её поглотила компания Sartorius. В 2020 году были куплены 2 производителя пробиотиков, ирландская компания PrecisionBiotics и американская Microbiome Labs.
В декабре 2022 года было объявлено о слиянии Novozymes с Chr. Hansen. Слияние было завершено 29 января 2024 года; как условие получения разрешения от регуляторов рынка, было продано подразделение по производству лактазы, его приобрела ирландская компания Kerry Group. В итоге образовалась группа Novonesis с двумя основными дочерними структурами: Novozymes и Chr. Hansen.

## Деятельность
Подразделения компании по состоянию на 2024 год:
- Food & Health Biosolutions — производство ингредиентов для пищевой и фармацевтической промышленности (ферменты, дрожжи, пробиотики); 45 % выручки;
- Planetary Health Biosolutions — производство энзимов для моющих средств и ферментов для сельского хозяйства и производства биотоплива; 55 % выручки.

Выручка компании за 2024 год составила 3,9 млрд евро, её распределение по регионам: Европа, Ближний Восток и Африка — 36 %, Северная Америка — 33 %, Азиатско-Тихоокеанский регион — 19 %, Латинская Америка — 12 %.
Производственные мощности насчитывают более 30 фабрик в Аргентине, Бразилии, Германии, Дании, Индии, Канаде, КНР, США Франции и Чехии. В компании работает более 10 тыс. сотрудников, больше всего их в Дании (4,6 тыс.), США (1,9 тыс.) и КНР (1 тыс.).
В списке крупнейших публичных компаний мира Forbes Global 2000 за 2024 год Novonesis заняла 1658-е место.